# Charles Dwight Marsh
Charles Dwight Marsh  (Hadley, Massachusetts, 20 de dezembro de 1855 — 1932) foi um biólogo norte-americano.

## Biografia
Era filho de J. Dwight Marsh e Sarah nascida Ingram. Obteve seu bacharelado em artes na Faculdade Amherst em 1877 e o mestrado em 1880. Casou-se com Florence Lee Wilder em 27 de dezembro de 1883.
Marsh ensinou química e biologia na Faculdade Ripon (Wisconsin) de 1883 a 1889, posteriormente, somente biologia de 1889 a 1904 e assegurou a função de decano de 1900 a 1904. Ensinou biologia na Faculdade Earlham de 1904 a 1905. De 1905 a 1915, trabalhou no serviço sobre as plantas industriais do ministério americano da agricultura, especializando-se em fisiologia das plantas venenosas. De 1915 até à sua aposentadoria em 1931, ocupou-se do mesmo assunto no serviço de produção animal. Obteve seu doutorado na Universidade de Chicago em 1904 e um doutorado honorário de ciências em 1927.
Além dos seus trabalhos sobre as plantas venenosas, interessou-se pelos crustáceos. Foi nomeado curador honorário do departamento de oncologia do Museu Nacional de História Natural da Instituição Smithsoniana.

## Fonte
- Allen G. Debus (dir.) (1968). World Who’s Who in Science. A Biographical Dictionary of Notable Scientists from Antiquity to the Present. Marquis-Who’s Who (Chicago): xvi + 1855 p.